# La conquista dell'America. Il problema dell'altro
(Cvetan Todorov)
La conquista dell'America. Il problema dell'«altro» è un libro del filosofo Cvetan Todorov del 1984 edito da Einaudi, uscito in Francia nel 1982 col titolo La conquête de l'Amérique. La question de l'autre.
Tratta del rapporto con l'altro analizzando gli avvenimenti storici avvenuti durante la Conquista del Messico. Todorov osserva come durante le varie tappe della conquista si verifichino due comportamenti: o gli indigeni sono identificati come diversi, ma in tal caso inferiori e quindi adatti ad essere conquistati e sfruttati; oppure essi sono riconosciuti come uguali ed in tal caso devono essere assimilati alla cultura spagnola. In ogni caso, il comportamento degli spagnoli in questo frangente, ma in generale di tutti gli europei nella conquista dell'America, è stato tale da portare sempre alla distruzione della cultura indigena.

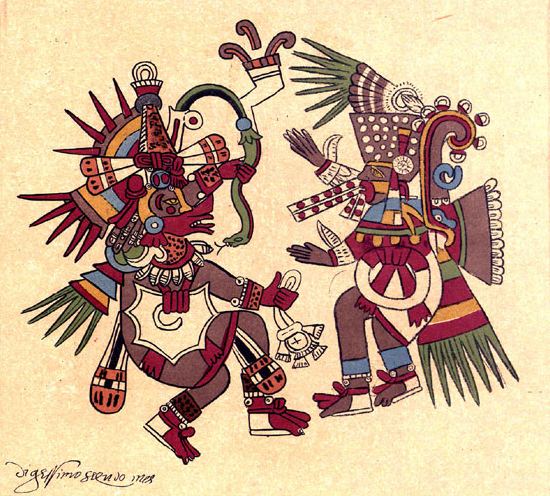
Quetzalcoatl e Tezcatlipoca

## Suddivisione dei capitoli
Il libro è suddiviso in quattro parti. Nella prima, Scoprire, Todorov analizza il comportamento di Cristoforo Colombo di fronte agli abitanti delle prime isole scoperte nel Mar dei Caraibi. È il momento di una comprensione ingenua, nel quale un Colombo ermeneuta interpreta i segni provenienti dalla natura per i propri fini e dà nomi a luoghi e popolazioni indigene per appropriarsene.
Nella seconda parte, Conquistare, l'autore analizza il livello della conoscenza dell'altro a cui giungono i due comandanti contrapposti: Hernán Cortés in campo spagnolo e l'imperatore Montezuma degli Aztechi. Mentre Cortés giungerà ad un alto livello di comprensione dei rituali e delle regole sociali azteche, Montezuma finirà col non agire nell'incertezza sulla cosa giusta da fare. In questa parte del libro, l'autore confronta due sistemi culturali, quello europeo, di comunicazione tra gli uomini, e quello azteco, di comunicazione con il mondo e con il divino - una comunicazione rituale che si basa sulla tradizione e che lascia spiazzate le popolazioni indigene di fronte alla novità rappresentata dalla conquista.
Nella terza parte, Amare, Todorov confronta la comprensione della cultura del Nuovo Mondo cui giungono gli europei. I principali personaggi a confronto in questa sezione sono Hernán Cortés e Bartolomé de Las Casas. Sebbene il primo giunga ad una conoscenza superiore della cultura indiana, la utilizza per distruggere le società amerindie. Las Casas invece agisce per proteggere le popolazioni indigene e, verso la fine della sua vita, giunge a rinnegare l'essenza stessa dell'evangelizzazione cristiana.
La quarta parte, Conoscere, è invece dedicata ai due principali studiosi, Diego Durán e Bernardino de Sahagún, che permetteranno la conservazione della conoscenza della cultura indigena. Entrambi monaci, il primo domenicano, il secondo francescano, imparano la lingua indigena, il nahuatl, e nelle loro opere riportano la versione degli indigeni sulle ultime vicende storiche. Nonostante il loro punto di vista non possa essere assente, riescono a fornire le versioni più fedeli del pensiero indigeno ed a permetterne la conservazione della cultura.

## Ricezione
Il saggio ha goduto di un largo consenso tra antropologi, psicologi e filosofi. L'analisi di Todorov, recepita più come moralista che come storica, permette di leggere l'episodio dello scontro tra Europei e Indios come un modello paradigmatico del processo di conoscenza del sé, processo che può avere effetti egualmente sconcertanti e distruttivi.
Lo storico Carlo Ginzburg ha scritto: "un libro da cui ho imparato molto, nonostante la sua impostazione scarsamente storica (e anche grazie ad essa)".

## Edizioni
- Cvetan Todorov, La conquista dell'America. Il problema dell'altro, collana Einaudi Tascabili, Einaudi Editore, 1984, ISBN 88-06-12826-4.